# Startspærre
En startspærre er en anordning, som er monteret på en bil, knallert eller andet køretøj, og forhindrer start af motoren uden den til køretøjet hørende kodede nøgle ved at blokere mindst 3 kredse, som er nødvendige for at kunne starte motoren, fx brændstofindsprøjtning, starter og tændingssystem.
I nøglehovedet på tændingsnøglen er indbygget en chip, som automatisk aktiverer startspærren, når nøglen tages ud af tændingslåsen, og deaktiverer den, når nøglen sættes i tændingslåsen og drejes. 
På enkelte biler, fx ældre Renault og Mercedes-Benz aktiveres startspærren dog ved hjælp af fjernbetjeningen til centrallåsesystemet. I dette tilfælde aktiveres startspærren, når bilen låses ved hjælp af fjernbetjeningen, og deaktiveres, når bilen låses op ved hjælp af fjernbetjeningen.
Startspærre blev et lovkrav på alle nyindregistrede personbiler i Tyskland pr. 1. januar 1998, og i Danmark pr. 1. oktober 1998. 
Startspærre er i dag standard på alle nye biler, og kan fås til eftermontering på visse ældre biler.